# Сергей Безруков
Сергей Виталевич Безруков (на руски: Сергей Витальевич Безруков) е руски актьор и политик, член на Висшия съвет на политическата партия „Единна Русия“. Той е водещ актьор в театър „Табакерка“ под ръководството на Олег Табаков. Безруков е най-младият лауреат на Държавната премия на Русия. Народен артист на Русия от 2008 година. 
От 2000 до 2015 година е женен за актрисата Ирина Безрукова. В 2013 година излиза наяве фактът, че Сергей Безруков има тайно вече две малки деца от актрисата Кристина Смирнова. В 2016 година се жени за режисьорката Ан Матисън.
От 20 юли 2022 година е под санкции от Европейския съюз, заради подкрепата си за руското нападение над Украйна.

## Филмография
- „Бригада“, играе главната роля – на Александър Белов
- „Вместо мене“
- „Кръстоносец“
- „Китайски сервиз“
- „Непознато оръжие или Кръстоносец-2“
- „Есенин“, играе главната роля – на Сергей Александрович Есенин
- „Поцелуй бабочки“
- „В июне 41-го“
- „Участок“, играе главната роля – на Павел Сергеевич Кравцов
- „Бой с тенью“, камео - Александър Белов
- „Город без солнца“
- „Каникулы строгого режима“
- „Адмирал“
- „Пушкин последният дуел“, играе главната роля – на Александър Сергеевич Пушкин
- „Карнавална нощ 2“
- „Ирония на съдбата. Продължението“
- „Высоцкий. Спасибо, что живой“
- „Мачът“
- „Майстора и Маргарита“, играе Йешуа Ха-Ноцри (Иисус Христос)
- „Черните вълци“ (сериал)

## Други
Част от интервю с него:
| „ | ...Роля в такъв план досега не съм играл. В театъра съм играл много героични роли, но в киното са ме използвали само като характерен актьор. Доколкото касае театъра мога да се похваля: обикновено младите актьори играят епизодични роли, а аз започнах в „Табакерка“ направо с главна роля. Сценарият на „Бригада“ съм прочел отдавна, наистина интересно написан. Моята роля е сериозна, на сериозен човек, въпреки младостта му. Играя ролята на жесток човек, но нелишен от обаяние. Той не е просто убиец, не. Аз оправдавам своя герой. Аз, като актьор се вживявам в своя герой, но да не дава Бог да се вживея. | “ |